# 伊多拉斯
伊多拉斯（英語：Edoras）是托爾金奇幻文學中土大陸裡的一座城鎮，第三紀元時期洛汗國（Rohan）的首都，建造者為洛汗第一任國王伊歐及其子布理哥。

## 地理
《雙城奇謀》中描述，伊多拉斯坐落於白色山脈最大山峰的山腳下，平原中一座翠綠的山丘上，雪界河流經附近。伊多拉斯邊界之處皆以壕溝及帶刺的圍籬圍住，大門前駐有守衛。在伊多拉斯大門外附近的山丘，有著歷任洛汗國王的墳墓，該處生長了許多永誌花。

### 梅杜西金殿
梅杜西位於山丘頂端、伊多拉斯的最高處，為洛汗國王的宮殿，其屋頂和大門都是以黃金打造的。在大殿內部，國王的寶座於三級台階上，面向北方；殿內四壁還掛著許多描述洛汗歷史的掛毯。

## 改編

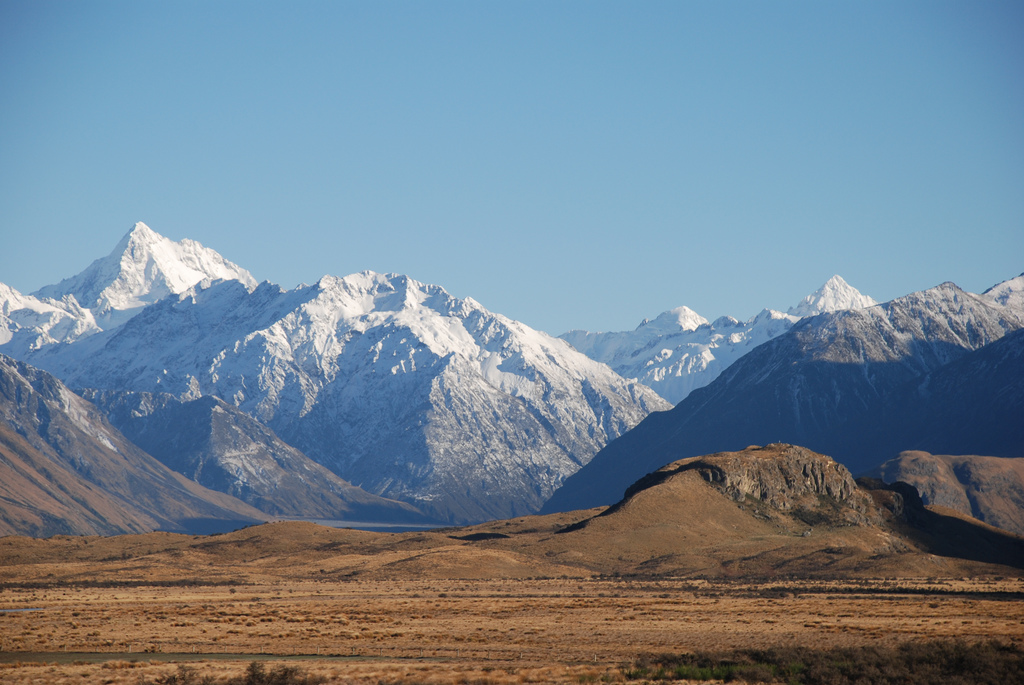
圖為伊多拉斯的電影取景地，紐西蘭周日山

在彼得·傑克森執導的《魔戒電影三部曲》中的設定，伊多拉斯大約有二百戶居民。其取景地位於紐西蘭南島坎特伯雷的周日山（Mount Sunday）上，電影拍攝人員花了六個月時間搭建伊多拉斯城牆、馬廄、正門及梅杜西金殿等相關布景，並於三週內進行拍攝。而伊多拉斯的內部場景則是在威靈頓拍攝的。